# 古畑あずみ
古畑 あずみ（ふるはた あずみ、1998年3月25日 - ）は、信越放送 (SBC) のアナウンサー。

## 来歴
長野県千曲市出身。長野日本大学高等学校、日本大学芸術学部放送学科卒業。大学在学時にはフジテレビアナウンストレーニング講座アナトレにも通っていた。
2020年4月にさくらんぼテレビジョン (SAY) に入社し、同期の今野花織、宮本大句見とともに同局のアナウンサーになる。
2022年3月までさくらんぼテレビに在籍の後、信越放送へ移籍。同年春に新卒入社した佐々木一朗、平山未夢とともに同局のアナウンサーになる。

## 人物
特技は、3歳のときから15年間続けていた水泳。小学6年生のときにジュニアオリンピックに、高校1年生のときに長野県高校総体水泳競技大会に出場した。いずれも種目は個人背泳ぎ。
大学時代にはフットサルサークルに所属し、そこでの活動を通じてMISS CIRCLE CONTESTに出場した。

## 担当番組

### 信越放送
テレビ
- SBCニュースワイド - キャスター（2022年5月2日[9] - 2025年3月28日）
- ずくだせテレビ（2025年4月 - ）
- SBCスペシャル
- 明日を造れ！ものづくりナガノ

ラジオ
- 坂ちゃんのずくだせえぶりでい（2025年3月31日 - ）

### さくらんぼテレビ
- 昼ドキ!TV やまがたチョイす - MC（2020年10月3日[10] - 2022年3月26日[11]）
- FNN Live News days ローカルパート[10]
- News イット! やまがた[10]